# Veneto Fronte Skinheads
Il Veneto Fronte Skinheads o VFS è un'organizzazione di estrema destra, riferentesi ai movimenti skinhead neonazisti, nata, a seconda delle fonti, fra il 1985 e il 1986, per iniziativa di Piero Puschiavo e Ilo Da Deppo. Studi realizzati dallo Stephen Roth Institute e altri pubblicati dalla Oxford University Press, affermano la matrice razzista ed antisemita del gruppo, considerato tra i più grandi e organizzati, nonché sintomatico della subcultura giovanile del movimento skinhead in Italia.

## Storia

### Origini
La prima comparsa avvenne nel Suffolk in Inghilterra nella seconda edizione del Rock Against Communism. Alla fine degli anni ottanta il VFS svolge la sua attività di propaganda organizzando concerti con gruppi europei di schierata matrice politica vicina al neonazismo, quali i Brutal Combat, i No Remorse e vari gruppi italiani vicini al movimento. Cerca anche di infiltrarsi in alcune tifoserie calcistiche, in particolare quella dell'Hellas Verona.
Nel 1989 è oggetto della prima inchiesta da parte della magistratura di Vicenza. Nel 1990 l'organizzazione assume la denominazione giuridica di "Associazione Culturale Veneto Fronte Skinheads". Il movimento tiene un raduno quinquennale chiamato "ritorno a Camelot",  che coinvolge anche altri movimenti neonazisti italiani ed europei.
Nel maggio del 1994 il movimento compare sulle cronache nazionali per una manifestazione organizzata a Vicenza (la prima autorizzata da una questura concessa a un gruppo dichiaratamente fascista e nazista), raduno assai criticato dalle istituzioni per l'inopportunità e la negligenza nei controlli per la concessione dell'autorizzazione e segnalatasi per la particolare violenza degli slogan e dell'atteggiamento dei partecipanti, tenuti sotto stretto controllo dalle forze dell'ordine.

### Vicende giudiziarie
Fin dalla sua nascita il movimento si segnala per reiterati atti di violenza e intolleranza, con intimidazioni, pestaggi e aggressioni soprattutto verso cittadini stranieri o simpatizzanti di aree politiche critiche verso l'ideologia neonazista del gruppo, anche con uso di armi improprie e accoltellamenti, fino a sfociare nel 2008, nell'omicidio a Verona di Nicola Tommasoli, di cui sono responsabili alcuni esponenti del VFS, condannati a lunghe pene detentive in quanto riconosciuti colpevoli dell'omicidio. Seguono numerosi attacchi a sedi di partito e di associazionismo, di Onlus, all'associazione di solidarietà cattolica Caritas e all'associazione Como Senza Frontiere..
Nell'ottobre del 1994 il Presidente dell'Associazione Culturale Veneto Fronte Skinheads viene arrestato insieme ad altri sette militanti, tra cui due membri del gruppo musicale Gesta Bellica, con l'accusa di istigazione all'odio razziale da parte della Magistratura di Verona. Nel 1995 la Magistratura di Roma indaga il Presidente del Veneto Fronte Skinheads per apologia di genocidio. Il 12 ottobre 1996 la Procura di Verona spicca quattro mandati di cattura contro la sezione veronese del VFS. 
Il 14 febbraio 1997 il GUP di Verona emette il decreto che dispone il rinvio a giudizio a carico di 46 imputati appartenenti a VFS, per reati di istigazione all’odio razziale e di costituzione di associazione avente fra i propri scopi l’incitamento alla discriminazione od alla violenza per motivi razziali, etnici o religiosi, legati ai contenuti del bollettino e dei volantini pubblicati dal VFS nel 1990. Il processo d'Appello del 2005 si concluse con l'assoluzione degli imputati, risarciti per l'eccessiva durata del processo, in quanto i reati, pur accertati, erano ormai prescritti e la legge Mancino non poteva avere effetti retroattivi.
A partire dal 2001 il gruppo del VFS-Pit Bull Pavia è protagonista di numerose vicende giudiziarie, in particolare a partire dal violento assalto al centro sociale Barattolo guidato dagli appartenenti al gruppo il 28 marzo 2003.
Numerosi altri appartenenti al movimento, circa una quarantina, come risulta dagli studi dello Stephen Roth Institute,  sono stati condannati nel corso degli anni per gli episodi di violenza e di criminalità di cui sono stati autori e direttamente riconducibili alla loro militanza e ideologia, o per altri reati rientranti nella legge Mancino.
Il 28 marzo 2023 la seconda sezione penale della Corte d'Appello di Milano assolve "perché il fatto non sussiste" 13 componenti del Veneto Fronte Skinheads che, nel 2017 a Como, fecero irruzione a una riunione della Rete Como senza frontiere obbligando gli attivisti all'ascolto di un 'proclama sulla razza'. In primo grado i 13 attivisti erano stati tutti condannati a pene inferiori ai 2 anni.

### Il VFS e la Fiamma Tricolore
A partire dal 1999 si intensificò la collaborazione tra VFS e il Movimento Sociale Fiamma Tricolore. Il 24-25 novembre del 2001 il VFS partecipò a Roma alla costituzione del Fronte sociale nazionale. 
Nel settembre del 2004 il responsabile dell'Associazione Culturale Veneto Fronte Skinheads, Piero Puschiavo, partecipò all'assemblea generale del Movimento Sociale Fiamma Tricolore e decise di aderire a questa formazione politica, assieme con altri skinheads associati al VFS. Puschiavo divenne nel 2013 un componente della direzione nazionale del partito La Destra, fondato nel 2007 da Francesco Storace. Negli ultimi anni in contrasto con Fiamma Tricolore hanno dato vita a un progetto autonomo tuttora attivo, Progetto Nazionale.
Quest’ultimo riesce anche ad esprimere degli eletti come Manuel Negri (ex redattore del mensile Avanguardia e indagato come autore dei blitz contro Caritas e Pd del 2014) a Reggiolo, in provincia di Reggio Emilia, e Andrea Miglioranzi (indagato per abuso d'ufficio e già condannato per istigazione all'odio razziale) a Verona.